# Campionat del Món de biketrial
El Campionat del Món de biketrial (en anglès: World Biketrial Championship) és la màxima competició internacional de biketrial. L'organitza la BIU des de 1992 (any de la seva fundació) i és considerat la continuació de l'anterior Campionat del Món de trialsín.
El campionat atorga un títol mundial específic per a cadascuna de les categories federatives establertes per la BIU (les quals han anat variant històricament fins a arribar a les vigents actualment: Elite, Senior, Junior, Minime, Benjamin, Poussin i Femina), més un per a Nacions i un altre per a Constructors. Les antigues categories Màster i Expert (reservades a bicicletes amb roda de 26") i Cadet han estat discontinuades. La selecció catalana hi competeix oficialment d'ençà de l'edició del 2010, ja que la federació catalana (la BAC) fou reconeguda per la BIU un cop acabada la temporada de 2009.
Al contrari del que passa als mundials de ciclisme de muntanya i trial organitzats per l'UCI, on hi ha títols per separat en funció de la mida de la roda de la bicicleta emprada (els mundials de trial de 20" i 26"), actualment als mundials de biketrial hi ha un sol títol per categoria federativa: els pilots hi poden participar amb la mida de roda que vulguin (sempre que estigui dins els límits establerts per a cada categoria), i tots competeixen plegats agrupats per categoria. Això fa que les bicicletes equipades amb roda de 20" siguin les més habituals, ja que són més manejables que les de 26".

## Història

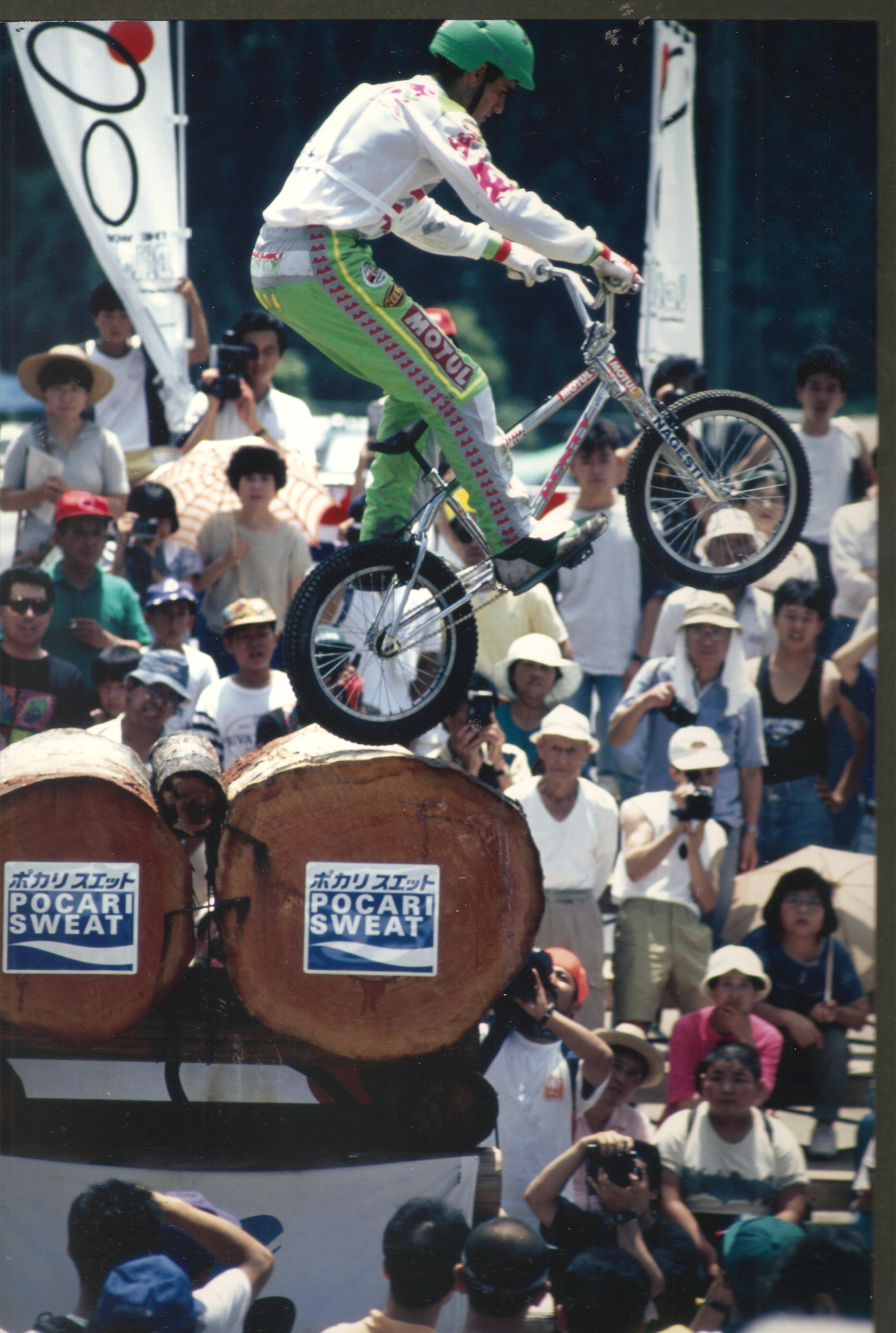
Ot Pi a la prova inaugural del Mundial de 1992 (Itadori, Japó)

El mundial de biketrial s'estrenà el juliol de 1992, coincidint amb les Olimpíades de Barcelona, i ja al seu cinquè any, el 1996, va comptar amb la participació de 330 pilots de 26 països. A la primera edició, la prova inicial fou a Itadori (Japó), seguida per Alcanyís (Espanya), Sinsheim (Alemanya) i Tábor (República Txeca). Anys a venir, el mundial va constar de proves a llocs tan allunyats com ara Llac Tahoe (Califòrnia), Singapur i la Xina. Entre les organitzacions més reeixides s'han citat sovint les de Heidelberg (Alemanya), Bilstain (Bèlgica) i algunes de les celebrades a Eslovàquia, França, Itàlia i Anglaterra.

### Als Països Catalans
A Catalunya hi ha hagut també organitzadors molt ben valorats, com ara Màrius Pujol a Berga i Manel Raventós a Castellví de Rosanes. Amb els seus respectius equips -compostos per més de 60 persones- han organitzat recordades proves puntuables per al Campionat de Món (especialment Pujol a la Font Negra de Berga). També han excel·lit en aquesta tasca Jaume Kleiner a L'Estartit, Àngel Batlle a Vilanova de Prades, Josep Fort a Sant Miquel de Campmajor (d'on era batlle) i Ramon Cirera a Sant Fruitós de Bages. Cal fer esment també de l'aragonès Antonio Gaibar, qui a banda de les reeixides proves d'Alcanyís i Tabuenca n'organitzà alguna a Castellseràs (així com diverses proves del campionat dels Països Catalans).
D'altra banda, tant Màrius Pujol com Manel Raventós dirigiren a més a més competitius equips de pilots que es desplaçaren arreu del món tot seguint els Campionats del Món.

### Itadori
Una de les fites d'aquest campionat fou el fet d'introduir-se al Japó, gràcies a les gestions del president de la BIU Hiroshi Hirano. A Itadori (Gifu) s'hi ha celebrat la prova japonesa del mundial ininterrompudament entre 1992 i el 2007, essent sempre molt lloada per la seva excel·lent organització i espectacular posada en escena, gràcies als grans pressupostos amb què han comptat els organitzadors (l'any del seu debut s'hi van aplegar 10.000 espectadors, i el cost de la seva organització fou de 85.000 dòlars). Una de les característiques d'aquesta prova és que anualment s'hi han fabricat zones especials tipus indoor amb fusta (sovint la primera i la darrera per tal de donar espectacle al parc tancat). El disseny de les zones el suggeria el mateix Hirano i sovint eren al·legòriques a una situació atmosfèrica, com ara el foc, un terratrèmol, el vent, un volcà, etc.

### Bicicletes de 26"
Una de les principals novetats del campionat, al moment de la seva creació, fou la inclusió d'un parell de categories reservades a bicicletes amb roda de 26" (Màster i Expert), amb la idea d'aprofitar l'auge de les bicicletes de mountain bike en aquella època. La idea era oferir zones específiques per a aquesta mena de bicicletes, amb fortes pujades i baixades, pocs salts i rodades llargues que facilitessin l'ús del canvi de marxes. Tot i les bones intencions inicials, aquestes categories anaren decandint amb els anys, degut bàsicament al poc interès per part dels fabricants i, alhora, dels organitzadors (que acabaven marcant-ne zones massa fàcils, aprofitant les infantils). La manca de seguiment i participació provocà finalment la desaparició de les categories Màster i Expert i la preeminència actual de bicicletes de 20".

## Llista de campions per categories
A 1 de gener de 2013

### Elit (A), Fèmina (C), Nacions i Constructors
| Edició | Any  | Elit         | Fèmina            | Nacions         | Constructors |
| I      | 1992 | Ot Pi        | Helena Kurandova  | ?               | ?            |
| II     | 1993 | Ot Pi        | Gabriela Danikova | Espanya         | ?            |
| III    | 1994 | Petr Kraus   | Gabriela Danikova | República Txeca | ?            |
| IV     | 1995 | Cèsar Cañas  | Gabriela Danikova | Espanya         | ?            |
| V      | 1996 | Cèsar Cañas  | Mio Suemasa       | Espanya         | ?            |
| VI     | 1997 | Cèsar Cañas  | Mio Suemasa       | Espanya         | Monty        |
| VII    | 1998 | Cèsar Cañas  | Gabriela Danikova | Espanya         | Monty        |
| VIII   | 1999 | Cèsar Cañas  | Gabriela Danikova | Espanya         | Monty        |
| IX     | 2000 | Cèsar Cañas  | Gabriela Danikova | Espanya         | Monty        |
| X      | 2001 | Cèsar Cañas  | Gabriela Danikova | Japó            | Monty        |
| XI     | 2002 | Cèsar Cañas  | Janka Kolenikova  | ?               | ?            |
| XII    | 2003 | Benito Ros   | Gemma Bou         | ?               | ?            |
| XIII   | 2004 | Benito Ros   | Mireia Abant      | ?               | ?            |
| XIV    | 2005 | Dani Comas   | Gemma Abant       | Espanya         | Monty        |
| XV     | 2006 | Dani Comas   | Mireia Abant      | Espanya         | Monty        |
| XVI    | 2007 | Benito Ros   | Mireia Abant      | Espanya         | Monty        |
| XVII   | 2008 | Dani Comas   | Gemma Abant       | Espanya         | Monty        |
| XVIII  | 2009 | Kazuki Terai | Gemma Abant       | Japó            | Monty        |
| XIX    | 2010 | Dani Comas   | Mireia Abant      | Catalunya       | Monty        |
| XX     | 2011 | Dani Comas   | Gemma Abant       | Catalunya       | Monty        |
| XXI    | 2012 | Dani Comas   | Gemma Abant       | Catalunya       | Monty        |

### Màster, Expert i Grup A
| Edició | Any  | Màster (26")     | Expert (26")        | Sènior           | Júnior           |
| I      | 1992 | Ot Pi            | ?                   | Vlastimil Tlasek | Milos Pospisil   |
| II     | 1993 | Ot Pi            | Cèsar Cañas         | Marc Verdaguer   | Cèsar Cañas      |
| III    | 1994 | Ot Pi            | Marc Vinco          | Jiri Smidl       | Alberto Gómez    |
| IV     | 1995 | Ot Pi            | Martin Ashton       | Jan Votypka      | Elias Bonet      |
| V      | 1996 | Martin Simunek   | Keigou Arizono      | Marek Palous     | Vicenç Victoria  |
| VI     | 1997 | Martin Simunek   | David Cachón        | Jan Sbovoda      | Milosz Grajewski |
| VII    | 1998 | Josef Dressler   | Petr Sadilek        | Stefan Pcola     | Dani Comas       |
| VIII   | 1999 | Petr Kraus       | Hynek Rejthar       | Marco Hösel      | Benito Ros       |
| IX     | 2000 | Ot Pi            | David Cachón        | Rafal Kumorowski | Iker Lezeta      |
| X      | 2001 | Martin Simunek   | Kevin Gauniax       | Peter Bartak     | -                |
| XI     | 2002 | Bruno Arnold     | Giacomo Coustellier | Yoritaka Maeda   | -                |
| XII    | 2003 | Josef Dressler   | Jan Sidlik          | Vincent Hermance | -                |
| XIII   | 2004 | Vincent Hermance | Daniel Cegarra      | James Hyland     | -                |
| XIV    | 2005 | Vincent Hermance | Xavi Casas          | Keita Miyaoka    | -                |
| XV     | 2006 | Ben Savage       | Vittorio Brumotti   | Peter Muziga     | -                |
| XVI    | 2007 | Cèsar Cañas      | Juan Pedro García   | Eduard Planas    | -                |
| XVII   | 2008 | -                | -                   | Thomas Ohler     | David Herka      |
| XVIII  | 2009 | -                | -                   | Masaya Yamamoto  | David Herka      |
| XIX    | 2010 | -                | -                   | Àngel Batlle     | Armand Mollà     |
| XX     | 2011 | -                | -                   | Jan Kocis        | Ladislav Janoska |
| XXI    | 2012 | -                | -                   | Rafael Tibau     | Armand Mollà     |

### Cadet i Grup B
| Edició | Any  | Cadet              | Minime             | Benjamí            | Poussin            |
| I      | 1992 | Stanislav Slaby    | Marcus Klausmann   | Sergi Bellavista   | Xavi Vilaseca      |
| II     | 1993 | Vlastimil Hyncica  | Petr Cablik        | Tetsuya Yamada     | Fumitaka Nozaki    |
| III    | 1994 | Martin Cucman      | Eric Hernández     | Premysl Vicek      | Jeroni Fajardo     |
| IV     | 1995 | Kazuhiro Onishi    | Eric Hernández     | Iker Lezeta        | Jeroni Fajardo     |
| V      | 1996 | Kazuhiro Onishi    | Premysl Vicek      | Ryota Nishimoto    | Carlos Vallés      |
| VI     | 1997 | Eric Hernández     | Iker Lezeta        | Jeroni Fajardo     | Wesly Belaey       |
| VII    | 1998 | Iker Lezeta        | Kazuki Terai       | Carlos Vallés      | Tomonori Kokyu     |
| VIII   | 1999 | Kenny Belaey       | Kazuki Terai       | Tomonori Kokyu     | David Millán       |
| IX     | 2000 | Kazuki Terai       | Toni Bou           | Tomonori Kokyu     | Scott Wilson       |
| X      | 2001 | Kazuki Terai       | Tomonori Kokyu     | Atomu Mino         | Takumi Sasaki      |
| XI     | 2002 | Gilles Coustellier | Marco Thoma        | Vaclav Kolar       | Alexandre Fabregas |
| XII    | 2003 | Ben Savage         | Matthieu Francisco | Vaclav Kolar       | Marius Merger      |
| XIII   | 2004 | Ben Slinger        | Vaclav Kolar       | Alexandre Fabregas | Ladislav Janoska   |
| XIV    | 2005 | Eduard Planas      | Vaclav Kolar       | Marius Merger      | Bernat Seuba       |
| XV     | 2006 | Vaclav Kolar       | Alexandre Fabregas | Armand Mollà       | Ludovic Fabregas   |
| XVI    | 2007 | Abel Mustieles     | Marius Merger      | Bernat Seuba       | Matej Popelka      |
| XVII   | 2008 | -                  | Marc Prat          | Miroslav Kolarik   | Ryoga Tsuchiya     |
| XVIII  | 2009 | -                  | Armand Mollà       | Ryoga Tsuchiya     | Ryoma Hayashi      |
| XIX    | 2010 | -                  | Bernat Seuba       | Arvis Dermaks      | Charlie Rolls      |
| XX     | 2011 | -                  | Sergi Garcia       | Yuga Ujikawa       | Adam Morewood      |
| XXI    | 2012 | -                  | Andrea Riva        | Charlie Rolls      | Alan Rovira        |

## Resum estadístic
A 1 de gener de 2013

### Campions múltiples
Per a confeccionar la llista següent s'han considerat tots els resultats obtinguts pel pilot de forma individual, sense computar per tant els que hagi pogut aconseguir com a membre d'una selecció nacional o equip de constructor.
| Pilot              | Elit | Fèmina | Màster | Expert | Sènior | Júnior | Cadet | Minime | Benjamí | Poussin | Total |
| Cèsar Cañas        | 8    | -      | 1      | 1      | -      | 1      | -     | -      | -       | -       | 11    |
| Dani Comas         | 6    | -      | -      | -      | -      | 1      | -     | -      | -       | -       | 7     |
| Ot Pi              | 2    | -      | 5      | -      | -      | -      | -     | -      | -       | -       | 7     |
| Gabriela Danikova  | -    | 7      | -      | -      | -      | -      | -     | -      | -       | -       | 7     |
| Kazuki Terai       | 1    | -      | -      | -      | -      | -      | 2     | 2      | -       | -       | 5     |
| Gemma Abant        | -    | 5      | -      | -      | -      | -      | -     | -      | -       | -       | 5     |
| Vaclav Kolar       | -    | -      | -      | -      | -      | -      | 1     | 2      | 2       | -       | 5     |
| Benito Ros         | 3    | -      | -      | -      | -      | 1      | -     | -      | -       | -       | 4     |
| Mireia Abant       | -    | 4      | -      | -      | -      | -      | -     | -      | -       | -       | 4     |
| Armand Mollà       | -    | -      | -      | -      | -      | 2      | -     | 1      | 1       | -       | 4     |
| Iker Lezeta        | -    | -      | -      | -      | -      | 1      | 1     | 1      | 1       | -       | 4     |
| Tomonori Kokyu     | -    | -      | -      | -      | -      | -      | -     | 1      | 2       | 1       | 4     |
|                    |      |        |        |        |        |        |       |        |         |         |       |
| Alexandre Fabregas | -    | -      | -      | -      | -      | -      | -     | 1      | 1       | 1       | 3     |
| Martin Simunek     | -    | -      | 3      | -      | -      | -      | -     | -      | -       | -       | 3     |
| Vincent Hermance   | -    | -      | 2      | -      | 1      | -      | -     | -      | -       | -       | 3     |
| Eric Hernández     | -    | -      | -      | -      | -      | -      | 1     | 2      | -       | -       | 3     |
| Bernat Seuba       | -    | -      | -      | -      | -      | -      | -     | 1      | 1       | 1       | 3     |
| Marius Merger      | -    | -      | -      | -      | -      | -      | -     | 1      | 1       | 1       | 3     |
| Jeroni Fajardo     | -    | -      | -      | -      | -      | -      | -     | -      | 1       | 2       | 3     |
|                    |      |        |        |        |        |        |       |        |         |         |       |
| Petr Kraus         | 1    | -      | 1      | -      | -      | -      | -     | -      | -       | -       | 2     |
| Josef Dressler     | -    | -      | 2      | -      | -      | -      | -     | -      | -       | -       | 2     |
| Mio Suemasa        | -    | 2      | -      | -      | -      | -      | -     | -      | -       | -       | 2     |
| Ben Savage         | -    | -      | 1      | -      | -      | -      | 1     | -      | -       | -       | 2     |
| David Cachón       | -    | -      | -      | 2      | -      | -      | -     | -      | -       | -       | 2     |
| Eduard Planas      | -    | -      | -      | -      | 1      | -      | 1     | -      | -       | -       | 2     |
| David Herka        | -    | -      | -      | -      | -      | 2      | -     | -      | -       | -       | 2     |
| Ladislav Janoska   | -    | -      | -      | -      | -      | 1      | -     | -      | -       | 1       | 2     |
| Kazuhiro Onishi    | -    | -      | -      | -      | -      | -      | 2     | -      | -       | -       | 2     |
| Premysl Vicek      | -    | -      | -      | -      | -      | -      | -     | 1      | 1       | -       | 2     |
| Carlos Vallés      | -    | -      | -      | -      | -      | -      | -     | -      | 1       | 1       | 2     |
| Ryoga Tsuchiya     | -    | -      | -      | -      | -      | -      | -     | -      | 1       | 1       | 2     |
| Charlie Rolls      | -    | -      | -      | -      | -      | -      | -     | -      | 1       | 1       | 2     |

### Títols per nacionalitat
Per a confeccionar la llista següent s'han considerat els resultats de tots els campionats en disputa, tret del de Nacions i el de Constructors.
| Nacionalitat             | Elit | Fèmina | Màster | Expert | Sènior | Júnior | Cadet | Minime | Benjamí | Poussin | Total |
| Països Catalans          | 16   | 10     | 6      | 2      | 4      | 6      | 1     | 6      | 5       | 8       | 64    |
| Catalunya                | 16   | 10     | 6      | 1      | 4      | 6      | 1     | 6      | 5       | 7       | 62    |
| Txèquia                  | 1    | 1      | 6      | 2      | 5      | 3      | 4     | 4      | 3       | 2       | 31    |
| Japó                     | 1    | 2      | -      | 1      | 3      |        | 4     | 3      | 7       | 5       | 26    |
| Eslovàquia               | -    | 8      | -      | 1      | 4      | 1      | -     | -      | 1       | -       | 15    |
| França                   | -    | -      | 3      | 2      | 1      | -      | 1     | 2      | 1       | 1       | 11    |
| Espanya                  | -    | -      | -      | 4      | -      | -      | 2     | 2      | 1       | 1       | 10    |
| País Basc                | 3    | -      | -      | -      | -      | 3      | 1     | 1      | 1       | -       | 9     |
| Regne Unit               | -    | -      | 1      | 1      | 1      | -      | 2     |        | 1       | 3       | 9     |
| Bèlgica                  | -    | -      | -      | 1      |        | -      | 1     | -      | -       | 1       | 3     |
| Alemanya                 | -    | -      | -      | -      | 1      | -      | -     | 2      | -       | -       | 3     |
| Itàlia                   | -    | -      | -      | 1      | -      | -      | -     | 1      | -       | -       | 2     |
| Polònia                  | -    | -      | -      | -      | 1      | 1      | -     | -      | -       | -       | 2     |
| Àustria                  | -    | -      | -      | -      | 1      | -      | -     | -      | -       | -       | 1     |
| Lituània                 | -    | -      | -      | -      | -      | -      | -     | -      | 1       | -       | 1     |
| Andorra                  | -    | -      | -      | 1      | -      | -      | -     | -      | -       |         | 1     |
| Aragó (Franja de Ponent) | -    | -      | -      | -      | -      | -      | -     | -      | -       | 1       | 1     |
| Total                    | 21   | 21     | 16     | 15     | 21     | 14     | 16    | 21     | 21      | 21      | 187   |

Notes
1. ↑   El total de títols imputats als Països Catalans correspon a la suma dels aconseguits per pilots de Catalunya (62), d'Andorra (1) i de la Franja de Ponent (1).
2. ↑   No s'hi compten els aconseguits per pilots catalans.
3. ↑   No s'hi compten els aconseguits per pilots dels Països Catalans o del País Basc.